# Matronae Alhiahenae

Abbildung aus der Erstpublikation

Die Ahliahenae sind Matronen, die einzig durch eine Weihinschrift eines Votivsteins aus der baden-württembergischen Gemeinde Neidenstein (Rhein-Neckar-Kreis) überliefert sind.

## Auffindung und Inschrift
Die genaue Herkunft des Steins ist unbekannt. Es wird vermutet, dass der Stein im Mittelalter von Bauern im Bereich des 1971 ausgegrabenen römischen Gutshofs (Villa rustica) im Gewann Buchfeld nahe der Gemarkungsgrenze zwischen Neidenstein und Waibstadt aufgefunden wurde. In Neidingen diente er lange Zeit umgearbeitet als Weihwasserbecken- oder Taufbecken in der alten, heute abgerissenen katholischen Pfarrkirche. Nachdem gelangte der Stein zunächst ins Venningensche Schloss nach Eichtersheim und schließlich 1882 in die Großherzogliche Sammlung nach Karlsruhe, aus der das Badische Landesmuseum hervorging in dessen provinzialrömischer Abteilung sich der Stein heute befindet.

Der Votivstein ist aus rotem Sandstein gefertigt und hat die Form einer rechteckigen Säule mit profiliertem Schaft und Kapitell. Auf der Oberseite ist eine Opferschale zwischen zwei Randvoluten eingearbeitet. Die Opferschale wurde für die kirchliche Nachnutzung angepasst. Er hat eine Höhe von 94 cm, eine Breite von 42 cm und eine Tiefe von 31 cm.

„Matronis / Alhiahen/abus / Iul(ius) Verani/us Super pr/o se et su/is v(otum) s(olvit) l(ibens) [m(erito)]“

„Den alhiahenischen Matronen hat Julius Veranius Super für sich und die seinen sein Gelübde froh und nach Gebühr eingelöst“

## Beiname und Deutung
Die Inschrift des Steins kündet von der Verehrung bestimmter Matronen durch einen Römer namens Julius Veranius Super. Die Matronen tragen zumeist Beinamen nach Orten, an denen, oder nach Familien, von denen sie verehrt wurden, und sind besonders am Niederrhein in der römischen Provinz Germania inferior verbreitet. Der Neidensteiner Matronenstein gehört zu den ganz wenigen Zeugnissen der Verehrung der Matronae auch in der Provinz Germania superior.
Der Beiname Alhiahenae wurde mit den in vier Inschriften belegten Albiahenae aus dem niederrheinischen Elvenich gleichgesetzt. Verschiedentlich wurde daher die Vermutung geäußert, dass der Stifter des Steins ein Veteran vom Niederrhein war. Diese Vermutungen sind jedoch sprachlich nach Siegfried Gutenbrunner und Günter Neumann unhaltbar. Albia-nehae ist eine Ableitung von einem vorgermanischen, keltischen Ortsnamen *Albini-acum der im heutigen Elvenich fortgeführt ist. Das Stammwort der Ahlia-nehae lässt sich zu gotisch ahls = „Tempel“ oder zu germanisch *ahl- = „Elch“ stellen das im Ortsnamen von Ellwangen vorliegt. Gutenbrunners möglicher Bezug zu den bei Tacitus überlieferten Götterpaar der Alcis schließt Neumann mit der Begründung aus, dass in Matronenbeinamen bisher parallel ein Stammwort einer individuellen Gottheit nicht belegt wurde. Die Benennung nach einem Tempel, resp. Heiligtum ist für Matronen unbelegt. Neumann geht von einer zugrundeliegenden -ja- Adjektivbildung aus *alhja- die einen Ortsnamen „die Gegend wo es Elche gibt“ bedeutete nach dem der Beiname gebildet wurde.